# Синнер, Янник
Я́нник Си́ннер (нем. и итал. Jannik Sinner; род. 16 августа 2001, Сан-Кандидо, Италия) — итальянский теннисист; первая ракетка мира в одиночном разряде; победитель четырёх турниров Большого шлема в одиночном разряде (Открытый чемпионат Австралии-2024, 2025 и Открытый чемпионат США-2024; Уимблдон-2025); финалист одного турнира Большого шлема в одиночном разряде (Открытый чемпионат Франции-2025); победитель Итогового турнира ATP 2024 года; победитель 20 турниров ATP (из них 19 в одиночном разряде); победитель Next Generation ATP Finals (2019); двукратный обладатель Кубка Дэвиса (2023, 2024) в составе сборной Италии.

## Общая биография
Родом из Сесто Пустерия. Сын Сиглинды и Ханспетера Синнеров, которые работали на курорте Fondovalle (Talschlusshütte) в Валь Фискалина. Есть старший брат Марк, родившийся в России и усыновленный Синнерами в возрасте девяти месяцев.
Фамилия Синнер имеет южно-немецкое происхождение и сходна с известной фамилией немецких евреев Зингер (нем. Singer). А имя Янник имеет немецко-французское происхождение и больше распространено во Франции.
До 13 лет активно занимался лыжным спортом, добился хороших результатов в гигантском слаломе. В теннисе, который он считал хобби, тренировался в провинции Больцано с Хери Майр и Андреа Спиццица. Летом 2014 года переехал в теннисный центр Piatti в Бордигере, где начал тренироваться у Андреа Вольпини под руководством Массимо Сартори и Риккардо Пьятти.

## Спортивная карьера

### Начало карьеры
Дебютировал на профессиональном уровне 12 сентября 2015 года в возрасте 14 лет, приняв участие в турнире в Хорватии.
В 2018 году благодаря уайлд-кард дебютировал на турнире серии Челленджер в Комо, где в первом раунде уступил Андрею Мартину в двух сетах. Сезон 2018 года завершил на 551 месте в мировом рейтинге.
20 апреля 2019 года в Будапеште принял участие в основном раунде турнира как лаки-лузер квалификационного соревнования. 24 апреля выиграл свой первый матч на турнире ATP, одержав победу над венгерским теннисистом Мате Валкушом со счетом 6:2, 0:6, 6:4. Во втором раунде уступил Ласло Дьере — 6:3, 6:1.
Несмотря на поражение в финале в предварительном отборочном турнире, получил приглашение в основной раунд итальянского турнира серии Мастерс. В 17 лет и 8 месяцев выиграл свою первую встречу на крупном турнире против Стива Джонсона 1:6, 6:1, 7:5, став десятым самым молодым теннисистом в мире, и первым среди итальянцев, выигравшим матч Мастерс 1000. В следующем раунде его выбил Стефанос Циципас в двух сетах.
В августе 2019 года впервые в карьере принял участие в основном розыгрыше турнира Большого шлема. На Открытом чемпионате США в первом раунде уступил в четырёх сетах Стэну Вавринке из Швейцарии. Через несколько месяцев на турнире в Антверпене впервые достиг полуфинала, где проиграл Вавринке.
На финальном турнире ATP Next Generation в первом поединке он одолел Фрэнсиса Тиафо в четырёх сетах. В следующем матче переиграл Микаэля Имера, в полуфинале одолел Миомира Кецмановича. В финальном матче победил в трёх сетах австралийца Алекса де Минора, став самым молодым победителем в истории этого турнира.
На дебютном для себя Открытом чемпионате Франции 2020 года 19-летний Синнер дошёл до четвертьфинала, став первым с 2005 года теннисистом, дошедшим до 1/4 финала на первом в карьере Ролан Гаррос (тогда это удалось Рафаэлю Надалю), а также самым молодым четвертьфиналистом турнира с 2006 года (тогда это был Новак Джокович). В первом круге Синнер обыграл 11-го сеяного Давида Гоффена (7:5, 6:0, 6:3), а в четвёртом круге — шестого сеяного Александра Зверева (6:3, 6:3, 4:6, 6:3). В четвертьфинале против 12-кратного победителя турнира Рафаэля Надаля, который проводил свой 100-й матч на турнире, Синнер подавал на первый сет при счёте 6:5, но проиграл партию на тай-брейке. Во втором сете Синнер вёл с брейком, но Надаль выиграл партию 6:4, а в третьем итальянец уступил 1:6.

### 2021: 4 титула на турнирах ATP, топ-10 рейтинга
В начале февраля 2021 года, перед стартом Открытого чемпионата Австралии по теннису, Янник сумел одержать победу на турнире ATP-250 в Мельбурне. В финале он в двух сетах переиграл своего соотечественника Стефано Травалья, а по ходу соревнования выбил из борьбы за титул таких теннисистов как Карен Хачанов, Миомир Кецманович, Аляж Бедене.
Весной 2021 года Синнер впервые в карьере дошёл до финала Мастерса на харде в Майами, где уступил в двух сетах Хуберту Хуркачу.

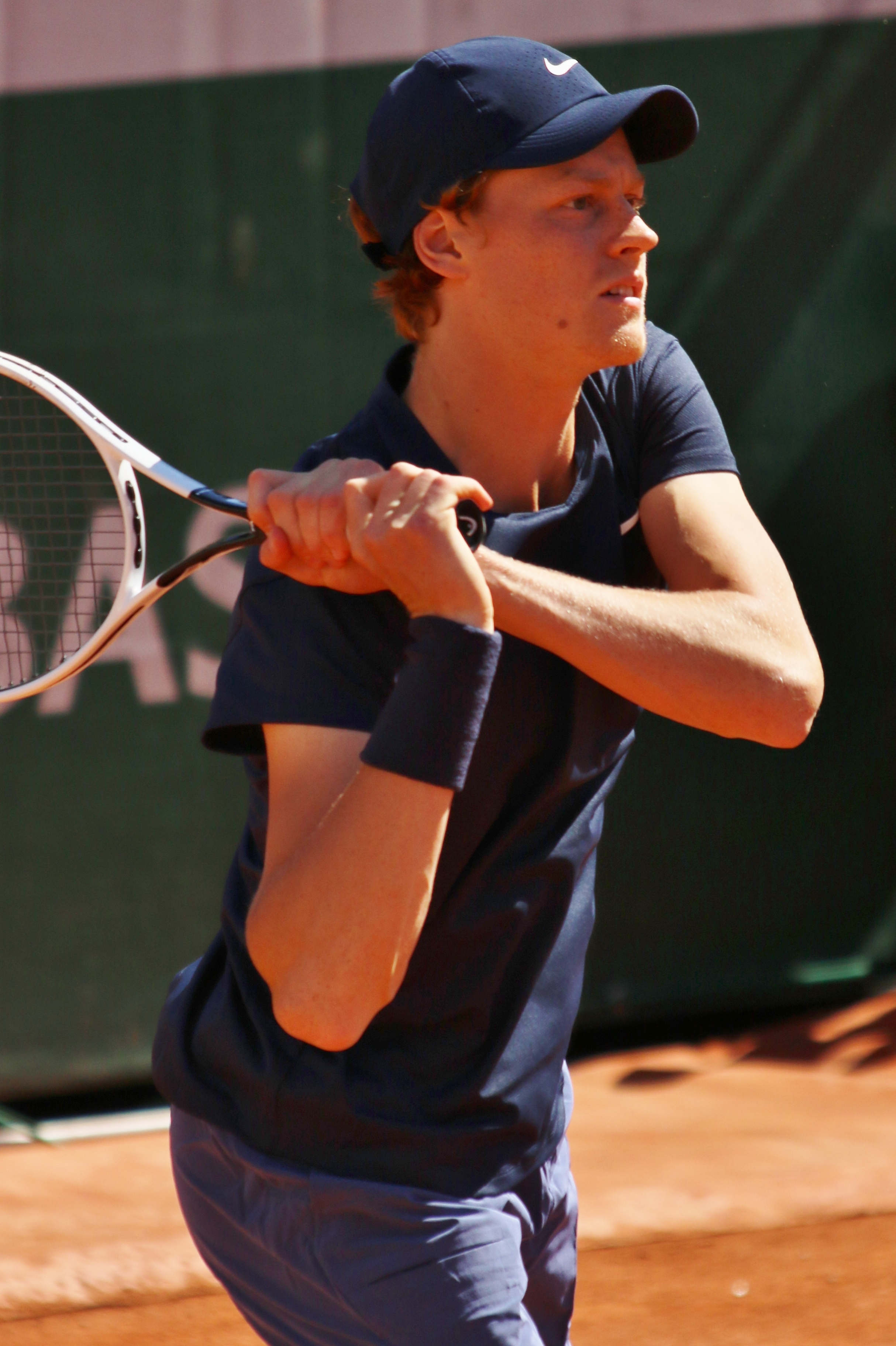
Открытый чемпионат Франции 2021

На Открытом чемпионате Франции был посеян под 18-м номером и дошёл до 4-го круга, где проиграл Рафаэлю Надалю 5:7, 3:6, 0:6.
В июле впервые выиграл турнир категории ATP 500, в Вашингтоне Синнер обыграл в финале Маккензи Макдональда — 7:5, 4:6, 7:5. Проигранный в финале сет стал для Синнера единственным на турнире.
На Открытом чемпионате США был посеян 13-м и дошёл до 4-го круга, где уступил Александру Звереву — 4:6, 4:6, 6:7(7).
В октябре выиграл два турнира ATP 250 в зале в Софии и Антверпене.
В ноябре 2021 года поднялся на высшее в карьере девятое место в рейтинге.

### 2022: четвертьфиналы в Австралии, США и на Уимблдоне

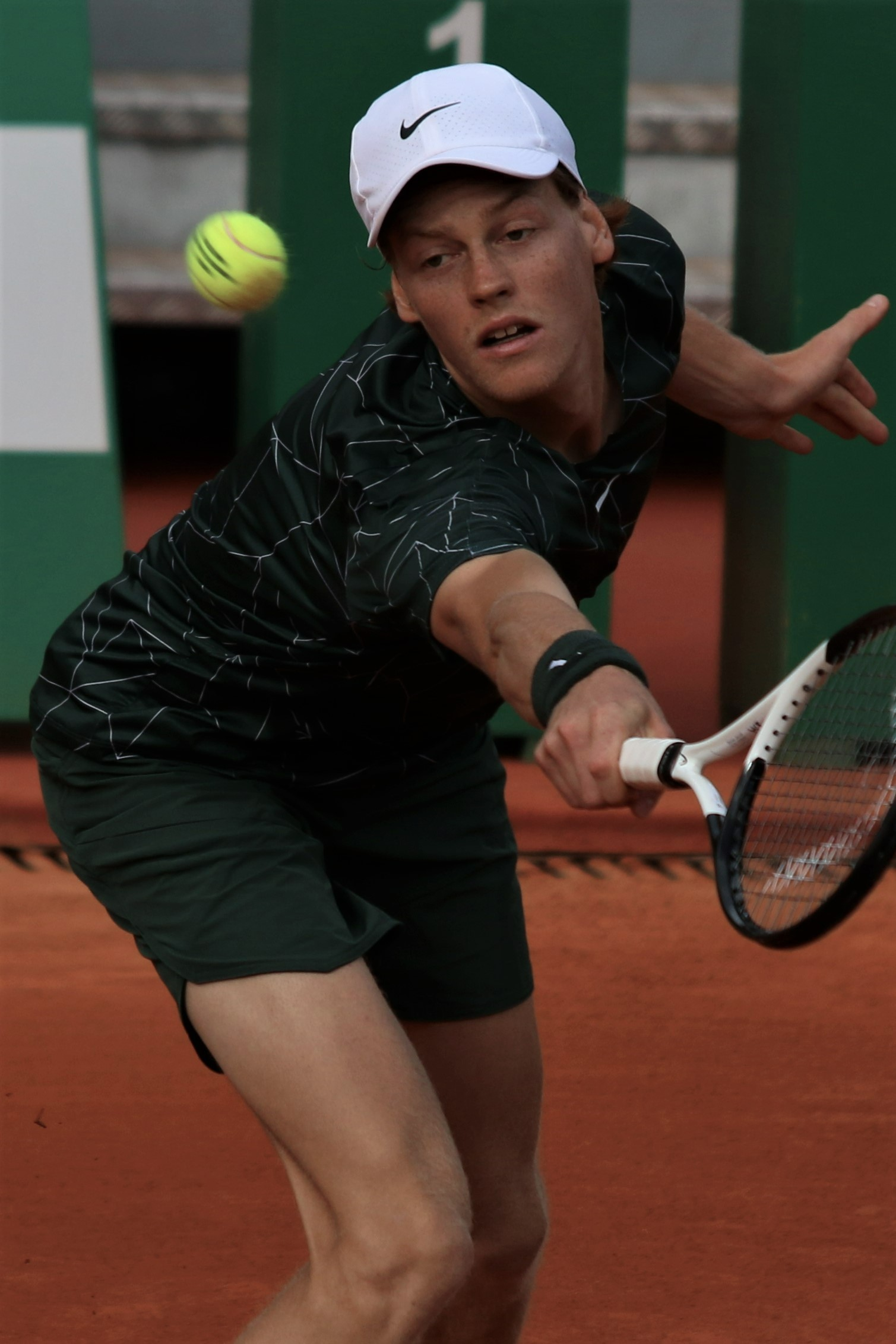
2022 год

На Открытом чемпионате Австралии 2022 года Синнер дошёл до четвертьфинала, отдав всего один сет в 4 матчах. В 1/4 финала проиграл Циципасу — 3:6, 4:6, 2:6.
На Открытом чемпионате Франции 2022 года Синнер третий раз подряд дошёл до 4-го круга, где был вынужден сняться из-за травмы в третьем сете матча против Андрея Рублёва.
На Уимблдоне 2022 года Синнер сумел впервые выиграть матч на этом турнире Большого шлема, а затем дошёл до 1/4 финала. В четвёртом круге Синнер обыграл Карлоса Алькараса 6:1, 6:4, 6:7(8), 6:3, не реализовав два матчбола в третьем сете. В четвертьфинале Синнер вёл 7:5, 6:2 в матче против фаворита турнира Новака Джоковича, но затем 6-кратный победитель турнира перехватил инициативу и выиграл три сета подряд (6:3, 6:2, 6:2).
На последнем в году турнире Большого шлема дошел до четвертьфинала, в котором, упустив матчбол, проиграл в пяти сетах будущему победителю турнира Алькарасу.

### 2023: первая победа на Мастерсе, победа в Кубке Дэвиса, 4-е место в рейтинге
На Открытом чемпионате Австралии 2023 года посеянный 15-м итальянец дошёл до четвёртого круга, где уступил третьему номеру турнира Стефаносу Циципасу в пяти сетах, упустив по ходу матча 22 брейк-пойнта. В феврале на турнире в Монпелье Синнер одержал победу, выиграв финал у американца Максима Кресси. Через неделю дошёл до финала турнира ATP 500 в Роттердаме, где уступил Даниилу Медведеву (7:5, 2:6, 2:6).
В апреле второй раз в карьере вышел в финал турнира серии Мастерс в Майами, обыграв в полуфинале первую ракетку мира Карлоса Алькараса со счётом 6:7(4), 6:4, 6:2. В финале Синнер проиграл Даниилу Медведеву со счётом 5:7, 3:6. В апреле дошёл до полуфинала турнира серии Мастерс в Монте-Карло, где проиграл Хольгеру Руне (6:1, 5:7, 5:7).
На Открытом чемпионате Франции неожиданно проиграл уже во втором круге 79-й ракетке мира Даниэлю Альтмайеру со счётом 7:6(0), 6:7(7), 6:1, 6:7(4), 5:7.
На Уимблдоне 2023 года Синнер был посеян под 8-м номером и впервые в карьере дошёл до полуфинала турнира Большого шлема, где проиграл в трёх сетах Новаку Джоковичу. До полуфинала на пути Синнера не было ни одного игрока из топ-70 рейтинга.
13 августа 2023 года впервые в карьере выиграл турнир серии Мастерс, победив в финале в Торонто на харде Алекса де Минора со счётом 6:4, 6:1. На турнире Синнер проиграл только один сет.
На Открытом чемпионате США был посеян под шестым номером и дошёл до 4-го круга, где уступил Александру Звереву со счётом 4:6, 6:3, 2:6, 6:4, 3:6.
В октябре 2023 года Синнер вышел в финал турнира ATP 500 в Пекине, обыграв в полуфинале вторую ракетку мира Карлоса Алькараса со счётом 7:6(4), 6:1. В финале на двух тай-брейках Синнер победил Даниила Медведева. За весь матч соперники не сделали ни одного брейка. 2 октября поднялся на высшее в карьере 4-е место в рейтинге. Это стало повторением рекорда по высшему месту в рейтинге для итальянских теннисистов (Адриано Панатта занимал 4-ю строчку вскоре после своей победы на Открытом чемпионате Франции 1976 года).
В конце октября дошёл до финала турнира ATP 500 в Вене на харде в зале, где вновь встретился с Медведевым. Матч продолжался более 3 часов, Синнер победил со счётом 7:6(7), 4:6, 6:3. Это был 10-й в карьере Синнера титул на турнирах ATP в 13 финалах. Также это была восьмая за сезон победа Синнера над игроком топ-10, ранее за всю карьеру у него было 9 таких побед.
Вслед за этим на турнире серии Мастерс в Париже выиграл один матч и отказался от игры перед следующим кругом, причиной стало очень короткое время отдыха (менее 18 часов) между матчами в Париже.
На Итоговом турнире сезона в Турине Синнер выиграл все три матча на групповой стадии, включая победу со счётом 7:5, 6:7(5), 7:6(2) над Джоковичем. В полуфинале Синнер в очередной раз обыграл Медведева — 6:3, 6:7(4), 6:1. В финале итальянец уступил Джоковичу — 3-6, 3-6.
В конце ноября в Малаге прошла финальная стадия Кубка Дэвиса 2023 года. Синнер был лидером сборной Италии. В 1/4 финала Италия обыграла Нидерланды, Синнер победил Таллона Грикспора, а затем вместе с Лоренцо Сонего выиграл парный матч. В полуфинале Италия встречалась с Сербией. Синнер обыграл Джоковича (6:2, 2:6, 7:5), хотя у серба был тройной матчбол на приёме при счёте 5:4 в третьем сете. В решающем парном матче Синнер вместе с Сонего обыграли Джоковича и Миомира Кецмановича (6:3, 6:4). В финале 26 ноября Италия встретилась с Австралией, Синнер разгромил Алекса де Минора со счётом 6:3, 6:0, эта победа стала решающей. Италия второй раз в истории выиграла Кубок Дэвиса, впервые это произошло в 1976 году.

### 2024: победы в Австралии и США, первая ракетка мира по итогам сезона
На Открытом чемпионате Австралии Синнер был посеян под 4-м номером. Он дошёл до полуфинала турнира, не отдав в 5 матчах ни одного сета. В третьем круге Синнер обыграл 26-го сеяного Себастьяна Баэса, отдав ему всего 4 гейма. В 1/8 финала Синнер переиграл 15-го сеяного Карена Хачанова. Только пятая ракетка мира Андрей Рублёв в четвертьфинале смог довести партию против Синнера до тай-брейка, на котором вёл 5:1, но затем Синнер выиграл 6 мячей подряд. В полуфинале Синнер во впечатлящем стиле обыграл Новака Джоковича. Первые два сета Синнер выиграл со счётом 6:1, 6:2. В третьем сете каждый брал свою подачу до тай-брейка, на котором у Синнера была матчбол на приёме при счёте 6:5. Однако Джокович отыграл его, а затем выиграл ещё два мяча подряд и с ними партию. Это был первый проигранный Синнером сет на турнире. В 4-м сете Синнер сделал брейк в 4-м гейме, в котором Джокович вёл 40:0. Затем Синнер довёл матч до победы — 6:1, 6:2, 6:7(6), 6:3. За весь матч у Джоковича не было ни одного брейк-пойнта на подаче Синнера, это первый случай за карьеру для Джоковича, когда у него не было ни одного брейк-пойнта в полном матче турнира Большого шлема. За матч Синнер сделал 9 эйсов и 1 двойную ошибку (в последнем гейме матча). Синнер активно выиграл 31 мяч при 28 невынужденных ошибках и реализовал 5 из 11 брейкпойнтов. Джокович допустил 54 невынужденные ошибки при 32 активно выигранных мячах. Джокович назвал матч против Синнера одним из худших в карьере. Ранее Джокович выиграл все 10 Открытых чемпионатов Австралии, в которых доходил до полуфинала. Синнер впервые в карьере вышел в финал турнира Большого шлема. В финале Синнер проиграл первые два сета Даниилу Медведеву со счётом 3:6, 3:6. За эти партии он отдал больше своих подач (4), чем за весь турнир до этого (2). Однако затем Синнер сумел переломить ход матча и три сета со счётом 6:4, 6:4, 6:3. За матч Синнер активно выиграл 50 мячей при 49 невынужденных ошибках, у Медведева было 44 активно выигранных мяча при 57 ошибках. Синнер реализовал 4 из 9 брейк-пойнтов, а Медведев — 4 из 12. За победу на турнире он заработал 2,1 млн долларов США призовых. Синнер стал первым за 48 лет итальянцем, который победил на любом турнире Большого шлема в мужском одиночном разряде (в 1976 году Открытый чемпионат Франции выиграл Адриано Панатта).
В середине февраля выиграл турнир ATP 500 на харде в зале в Роттердаме. В пяти матчах Синнер отдал только один сет — во втором круге Гаэлю Монфису. В финале обыграл Алекса де Минора — 7:5, 6:4.
В марте на Мастерсе в Индиан-Уэлсе на харде в полуфинале проиграл Карлосу Алькарасу (6:1, 3:6, 2:6). Вслед за этим выиграл Мастерс в Майами, в 6 матчах Синнер отдал только один сет, в финале обыграл Григора Димитрова — 6:3, 6:1.
На Мастерсе в Монте-Карло проиграл в полуфинале Стефаносу Циципасу со счётом 4:6, 6:3, 4:6, хотя вёл 4:2 в третьем сете. На Мастерсе в Мадриде отказался от игры до матча 1/4 финала. Из-за травмы бедра не выступал до начала Открытого чемпионата Франции, в том числе пропустил Мастерс в Риме.
На Открытом чемпионате Франции уверенно дошёл до полуфинала, проиграв в пяти матчах только один сет (Корантену Муте в 4-м раунде). После того, как Джокович снялся с турнира после 4-го раунда, стало известно, что Синнер поднимется на первое место в рейтинге 10 июня. Он стал первым в истории теннисистом из Италии, возглавившим мировой рейтинг в одиночном разряде (среди мужчин или женщин). В полуфинале Синнер уступил будущему чемпиону турнира Карлосу Алькарасу в 5 сетах.
Синнер выиграл травяной турнир в Халле (Германия), переиграв в финале поляка Хуберта Хуркача.
На Уимблдоне дошёл до четвертьфинала, где уступил Даниилу Медведеву в пяти сетах. Из-за ангины Синнер был вынужден сняться с Олимпийских игр в Париже.
На Мастерсе в Монреале Синнер дошёл до четвертьфинала, где уступил Андрею Рублёву в трёх сетах.
Синнер выиграл Мастерс в Цинциннати, одолев в полуфинале Александра Зверева в трёх сетах, а в финале в двух сетах обыграл американца Фрэнсиса Тиафо.
На победном для себя Открытом чемпионате США Синнер победил Маккензи Макдональда в четырёх сетах в первом круге, Алекса Михельсена в трёх сетах во втором, Кристофера О’Коннелла в трёх сетах в третьем, Томми Пола в трёх сетах в четвёртом, Даниила Медведева в четырёх сетах в четвертьфинале, Джека Дрэйпера в трёх сетах в полуфинале. В финале Синнер в со счётом 6:3, 6:4, 7:5 победил Тейлора Фрица, выиграв свой второй титул на Турнирах Большого шлема в карьере и первый на Открытом чемпионате США.
В начале октября на турнире в Пекине дошёл до финала, где проиграл Алькарасу со счётом 7:6, 4:6, 6:7.
В октября стал победителем выставочного турнира Six Kings Slam, заработав крупнейшие призовые за один турнир в истории тенниса — 6 млн долларов.

### 2025: дисквалификация
15 февраля 2025 года Всемирное антидопинговое агентство объявило о дисквалификации Синнера с 9 февраля по 4 мая 2025 года из-за двух положительных допинг-тестов на стероид клостебол, полученных в марте 2024 года на турнире серии Мастерс в Индиан-Уэлсе. По словам Синнера, запрещенный препарат попал в его организм из крема во время массажа. Тогда ВАДА требовало дисквалифицировать спортсмена на срок до двух лет, но Международное агентство по обеспечению честности в теннисе признало его невиновным, и в сентябре ВАДА подало апелляцию в Спортивный арбитражный суд. В ВАДА заявили, что препарат попал в организм теннисиста в результате халатности членов его команды, а по антидопинговому кодексу ответственность за членов команды несет сам спортсмен. В итоге в феврале Синнер принял предложение заключить мировое соглашение с ВАДА на трёхмесячное отстранение в обмен на отзыв апелляции.
После дисквалификации, Синнер на первом же Мастерсе в Риме вышел в финал турнира, попутно обыграв одного представителя первой десятки — Каспера Рууда (6-0, 6-1). В финале уступил Карлосу Алькарасу со счётом 6-7(5), 1-6.
На следующем Турнире Большого шлема — Ролан Гаррос, Синнер дошёл до финала, попутно обыграв Джоковича в 1/2 финала (6-4, 7-5, 7-6(3)). В финале он вновь встретился с Карлосом Алькарасом, уступив ему в пятый раз подряд, хоть и выигрывал 2-0 по сетам и имел три матчбола в четвёртом (6-4, 7-6(4), 4-6, 6-7(3), 6-7(2)).
На Уимблдоне в этом же сезоне Синнер впервые в карьере дошел до финала турнира, обыграв Новака Джоковича в 1/2 финала (6:3;6:3;6:4), также он стал пятым теннисистом с 1995 года, который вышел в 4 финала на Турнирах Большого Шлема  в году подряд. В финале снова встретился с испанцем Карлосом Алькарасом, выиграв матч со счетом 4:6;6:4;6:4;6:4, став первым итальянцем, выигравшим Уимблдон. Для Синнера это стал четвертый выигранный Турнир Большого Шлема.

## Рейтинг на конец года
| Год  | Одиночный рейтинг | Парный рейтинг |
| 2024 | 1                 | 333            |
| 2023 | 4                 | 497            |
| 2022 | 15                | 830            |
| 2021 | 10                | 132            |
| 2020 | 37                | 419            |
| 2019 | 78                | 383            |
| 2018 | 551               | 543            |

## Выступления на турнирах

### Финалы турниров Большого шлема в одиночном разряде (4)

#### Победы (3)
| №  | Год  | Турнир                           | Покрытие | Соперник в финале | Счёт                |
| 1. | 2024 | Открытый чемпионат Австралии     | Хард     | Даниил Медведев   | 3-6 3-6 6-4 6-4 6-3 |
| 2. | 2024 | Открытый чемпионат США           | Хард     | Тейлор Фриц       | 6-3 6-4 7-5         |
| 3. | 2025 | Открытый чемпионат Австралии (2) | Хард     | Александр Зверев  | 6-3 7-6(4) 6-3      |

#### Поражение (1)
| №  | Год  | Турнир                     | Покрытие | Соперник в финале | Счёт                         |
| 1. | 2025 | Открытый чемпионат Франции | Грунт    | Карлос Алькарас   | 6-4 7-6(4) 4-6 6-7(3) 6-7(2) |

### Финалы Итогового турнираATP(2)

#### Победа (1)
| №  | Год  | Турнир        | Покрытие   | Соперник в финале | Счет    |
| 1. | 2024 | Турин, Италия | Хард (зал) | Тейлор Фриц       | 6-4 6-4 |

#### Поражение (1)
| №  | Год  | Турнир        | Покрытие   | Соперник в финале | Счет    |
| 1. | 2023 | Турин, Италия | Хард (зал) | Новак Джокович    | 3-6 3-6 |

### Финалы турнировATPв одиночном разряде (26)

#### Победы (19)
| Легенда                     |
| --------------------------- |
| Турниры Большого шлема (3)* |
| Итоговый турнир ATP (1)     |
| Мастерс (4)                 |
| АТР 500 (5)                 |
| АТР 250 (6+1)               |

| Титулы по покрытиям | Титулы по месту проведения матчей турнира |
| ------------------- | ----------------------------------------- |
| Хард (17+1)*        | Зал (7)                                   |
| Грунт (1)           | Зал (7)                                   |
| Трава (1)           | Открытый воздух (12+1)                    |
| Ковёр (0)           | Открытый воздух (12+1)                    |

* количество побед в одиночном разряде + количество побед в парном разряде.
| №   | Дата            | Турнир                           | Покрытие   | Соперник в финале   | Счёт                |
| --- | --------------- | -------------------------------- | ---------- | ------------------- | ------------------- |
| 1.  | 14 ноября 2020  | София, Болгария                  | Хард (зал) | Вашек Поспишил      | 6-4 3-6 7-6(3)      |
| 2.  | 7 февраля 2021  | Мельбурн, Австралия              | Хард       | Стефано Травалья    | 7-6(4) 6-4          |
| 3.  | 8 августа 2021  | Вашингтон, США                   | Хард       | Маккензи Макдональд | 7-5 4-6 7-5         |
| 4.  | 3 октября 2021  | София, Болгария (2)              | Хард (зал) | Гаэль Монфис        | 6-3 6-4             |
| 5.  | 24 октября 2021 | Антверпен, Бельгия               | Хард (зал) | Диего Шварцман      | 6-2 6-2             |
| 6.  | 31 июля 2022    | Умаг, Хорватия                   | Грунт      | Карлос Алькарас     | 6-7(5) 6-1 6-1      |
| 7.  | 12 февраля 2023 | Монпелье, Франция                | Хард (зал) | Максим Кресси       | 7-6(3) 6-3          |
| 8.  | 13 августа 2023 | Торонто, Канада                  | Хард       | Алекс де Минор      | 6-4 6-1             |
| 9.  | 4 октября 2023  | Пекин, Китай                     | Хард       | Даниил Медведев     | 7-6(2) 7-6(2)       |
| 10. | 29 октября 2023 | Вена, Австрия                    | Хард (зал) | Даниил Медведев     | 7-6(7) 4-6 6-3      |
| 11. | 28 января 2024  | Открытый чемпионат Австралии     | Хард       | Даниил Медведев     | 3-6 3-6 6-4 6-4 6-3 |
| 12. | 18 февраля 2024 | Роттердам, Нидерланды            | Хард (зал) | Алекс де Минор      | 7-5 6-4             |
| 13. | 31 марта 2024   | Майами, США                      | Хард       | Григор Димитров     | 6-3 6-1             |
| 14. | 23 июня 2024    | Халле, Германия                  | Трава      | Хуберт Хуркач       | 7-6(8) 7-6(2)       |
| 15. | 19 августа 2024 | Цинциннати, США                  | Хард       | Фрэнсис Тиафо       | 7-6(4) 6-2          |
| 16. | 8 сентября 2024 | Открытый чемпионат США           | Хард       | Тейлор Фриц         | 6-3 6-4 7-5         |
| 17. | 13 октября 2024 | Шанхай, Китай                    | Хард       | Новак Джокович      | 7-6(4) 6-3          |
| 18. | 17 ноября 2024  | Итоговый турнир ATP              | Хард (зал) | Тейлор Фриц         | 6-4 6-4             |
| 19. | 26 января 2025  | Открытый чемпионат Австралии (2) | Хард       | Александр Зверев    | 6-3 7-6(4) 6-3      |

#### Поражения (7)
| №  | Дата            | Турнир                     | Покрытие   | Соперник в финале | Счёт                         |
| 1. | 4 апреля 2021   | Майами, США                | Хард       | Хуберт Хуркач     | 6-7(4) 4-6                   |
| 2. | 19 февраля 2023 | Роттердам, Нидерланды      | Хард (зал) | Даниил Медведев   | 7-5 2-6 2-6                  |
| 3. | 2 апреля 2023   | Майами, США (2)            | Хард       | Даниил Медведев   | 5-7 3-6                      |
| 4. | 19 ноября 2023  | Итоговый турнир ATP        | Хард (зал) | Новак Джокович    | 3-6 3-6                      |
| 5. | 2 октября 2024  | Пекин, Китай               | Хард       | Карлос Алькарас   | 7-6(6) 4-6 6-7(3)            |
| 6. | 18 мая 2025     | Рим, Италия                | Грунт      | Карлос Алькарас   | 6-7(5) 1-6                   |
| 7. | 8 июня 2025     | Открытый чемпионат Франции | Грунт      | Карлос Алькарас   | 6-4 7-6(4) 4-6 6-7(3) 6-7(2) |

### Финалы выставочных турнировATPв одиночном разряде (1)

#### Победа (1)
| №  | Дата           | Турнир                                        | Покрытие   | Соперник в финале | Счёт        |
| 1. | 10 ноября 2019 | Финал ATP среди теннисистов не старше 21 года | Хард (зал) | Алекс де Минор    | 4-2 4-1 4-2 |

### Финалы турнировATPв парном разряде (1)

#### Победа (1)
| №  | Дата           | Турнир       | Покрытие | Партнёр      | Соперники в финале           | Счёт              |
| 1. | 1 августа 2021 | Атланта, США | Хард     | Райли Опелка | Стив Джонсон Джордан Томпсон | 6-4 6-7(6) [10-3] |

### Финалы командных турниров (2)

#### Победы (2)
| №  | Год  | Турнир           | Команда                                                               | Соперник в финале                                                    | Счёт |
| 1. | 2023 | Кубок Дэвиса     | Италия М. Арнальди, С. Болелли, Л. Музетти, Я. Синнер, Л. Сонего      | Австралия А. де Минор, М. Пёрселл, А. Попырин, Дж. Томпсон, М. Эбден | 2-0  |
| 2. | 2024 | Кубок Дэвиса (2) | Италия М. Берреттини, С. Болелли, А. Вавассори, Л. Музетти, Я. Синнер | Нидерланды Б. ван де Зандсхюлп, Т. Грикспор, Й. де Йонг, У. Колхоф   | 2-0  |

## История выступлений на турнирах
По состоянию на 10 июня 2025 года
Для того, чтобы предотвратить неразбериху и удваивание счета, информация в этой таблице корректируется только по окончании турнира или по окончании участия там данного игрока.
| Турнир                       | 2019  | 2020          | 2021          | 2022          | 2023  | 2024  | 2025  | Итог   | В/П за карьеру |
| ---------------------------- | ----- | ------------- | ------------- | ------------- | ----- | ----- | ----- | ------ | -------------- |
| Турниры Большого шлема       |       |               |               |               |       |       |       |        |                |
| Открытый чемпионат Австралии | -     | 2Р            | 1Р            | 1/4           | 4Р    | П     | П     | 2 / 6  | 22-4           |
| Открытый чемпионат Франции   | -     | 1/4           | 4Р            | 4Р            | 2Р    | 1/2   | Ф     | 0 / 6  | 22-6           |
| Уимблдонский турнир          | K1    | НП            | 1Р            | 1/4           | 1/2   | 1/4   |       | 0 / 4  | 13-4           |
| Открытый чемпионат США       | 1Р    | 1Р            | 4Р            | 1/4           | 4Р    | П     |       | 1 / 6  | 17-5           |
| Итог                         | 0 / 1 | 0 / 3         | 0 / 4         | 0 / 4         | 0 / 4 | 2 / 4 | 1 / 2 | 3 / 22 |                |
| В/П в сезоне                 | 0-1   | 5-3           | 6-4           | 15-4          | 12-4  | 23-2  | 13-1  |        | 74-19          |
| Итоговые турниры             |       |               |               |               |       |       |       |        |                |
| Итоговый турнир ATP          | -     | -             | Группа        | -             | Ф     | П     |       | 1 / 3  | 10-2           |
| Турниры Мастерс              |       |               |               |               |       |       |       |        |                |
| Индиан-Уэлс                  | -     | НП            | 4Р            | 4Р            | 1/2   | 1/2   | -     | 0 / 4  | 11-3           |
| Майами                       | -     | НП            | Ф             | 1/4           | Ф     | П     | -     | 1 / 4  | 19-3           |
| Монте-Карло                  | -     | НП            | 2P            | 1/4           | 1/2   | 1/2   | -     | 0 / 4  | 10-4           |
| Мадрид                       | -     | НП            | 2Р            | 3Р            | -     | 1/4   | -     | 0 / 3  | 6-2            |
| Рим                          | 2Р    | 3Р            | 2Р            | 1/4           | 4Р    | -     | Ф     | 0 / 6  | 14-6           |
| Монреаль/Торонто             | -     | НП            | 2Р            | 3Р            | П     | 1/4   |       | 1 / 4  | 7-3            |
| Цинциннати                   | -     | К1            | 2Р            | 3Р            | 2Р    | П     |       | 1 / 4  | 7-3            |
| Шанхай                       | -     | Не проводился | Не проводился | Не проводился | 4Р    | П     |       | 1 / 2  | 8-1            |
| Париж                        | -     | -             | 2Р            | 1Р            | 3Р    | -     |       | 0 / 3  | 1-2            |
| Статистика за карьеру        |       |               |               |               |       |       |       |        |                |
| Проведено финалов            | 0     | 1             | 5             | 1             | 7     | 9     | 3     |        | 26             |
| Выиграно турниров АТП        | 0     | 1             | 4             | 1             | 4     | 8     | 1     |        | 19             |
| В/П: всего                   | 10-11 | 19-11         | 49-22         | 47-16         | 64-15 | 73-6  | 18-2  |        | 281-82         |
| Σ % побед                    | 52 %  | 63 %          | 69 %          | 75 %          | 81 %  | 92 %  | 90 %  |        | 77,4 %         |

К — проигрыш в квалификационном турнире.

## Победы над теннисистами из топ-10
По состоянию на 10 июня 2025 года
- У Синнера рекорд 44-34 против игроков, которые на момент проведения матча входили в топ-10.

| Сезон | 2019 | 2020 | 2021 | 2022 | 2023 | 2024 | 2025 | Всего |
| Побед | 0    | 3    | 3    | 3    | 13   | 18   | 4    | 44    |

| №    | Игрок            | Рейтинг | Турнир                       | Покрытие   | Этап       | Счёт                    | Рейтинг Синнера |
| ---- | ---------------- | ------- | ---------------------------- | ---------- | ---------- | ----------------------- | --------------- |
| 2020 |                  |         |                              |            |            |                         |                 |
| 1.   | Давид Гоффен     | 10      | Роттердам, Нидерланды        | Хард (зал) | 2-й раунд  | 7-6(7), 7-5             | 79              |
| 2.   | Стефанос Циципас | 6       | Рим, Италия                  | Грунт      | 2-й раунд  | 6-1, 6-7(9), 6-2        | 81              |
| 3.   | Александр Зверев | 7       | Открытый чемпионат Франции   | Грунт      | 4-й раунд  | 6-3, 6-3, 4-6, 6-3      | 75              |
| 2021 |                  |         |                              |            |            |                         |                 |
| 4.   | Андрей Рублёв    | 7       | Барселона, Испания           | Грунт      | 1/4 финала | 6-2, 7-6(6)             | 19              |
| 5.   | Каспер Рууд      | 8       | Вена, Австрия                | Хард (зал) | 1/4 финала | 7-5, 6-1                | 11              |
| 6.   | Хуберт Хуркач    | 9       | Итоговый турнир ATP          | Хард (зал) | Группа     | 6-2, 6-2                | 11              |
| 2022 |                  |         |                              |            |            |                         |                 |
| 7.   | Андрей Рублёв    | 8       | Монте-Карло, Монако          | Грунт      | 3-й раунд  | 5-7, 6-1, 6-3           | 12              |
| 8.   | Карлос Алькарас  | 7       | Уимблдон                     | Трава      | 4-й раунд  | 6-1, 6-4, 6-7(8), 6-3   | 13              |
| 9.   | Карлос Алькарас  | 5       | Умаг, Хорватия               | Грунт      | Финал      | 6-7(5), 6-1, 6-1        | 10              |
| 2023 |                  |         |                              |            |            |                         |                 |
| 10.  | Стефанос Циципас | 3       | Роттердам, Нидерланды        | Хард (зал) | 2-й раунд  | 6-4, 6-3                | 14              |
| 11.  | Тейлор Фриц      | 5       | Индиан-Уэлс, США             | Хард       | 1/4 финала | 6-4, 4-6, 6-4           | 13              |
| 12.  | Андрей Рублёв    | 7       | Майами, США                  | Хард       | 4-й раунд  | 6-2, 6-4                | 11              |
| 13.  | Карлос Алькарас  | 1       | Майами, США                  | Хард       | 1/2 финала | 6-7(4), 6-4, 6-2        | 11              |
| 14.  | Карлос Алькарас  | 2       | Пекин, Китай                 | Хард       | 1/2 финала | 7-6(4), 6-1             | 7               |
| 15.  | Даниил Медведев  | 3       | Пекин, Китай                 | Хард       | Финал      | 7-6(2), 7-6(2)          | 7               |
| 16.  | Андрей Рублёв    | 5       | Вена, Австрия                | Хард (зал) | 1/2 финала | 7-5, 7-6(5)             | 4               |
| 17.  | Даниил Медведев  | 3       | Вена, Австрия                | Хард (зал) | Финал      | 7-6(7), 4-6, 6-3        | 4               |
| 18.  | Стефанос Циципас | 6       | Итоговый турнир ATP          | Хард (зал) | Группа     | 6-4, 6-4                | 4               |
| 19.  | Новак Джокович   | 1       | Итоговый турнир ATP          | Хард (зал) | Группа     | 7-5, 6-7(5), 7-6(2)     | 4               |
| 20.  | Хольгер Руне     | 8       | Итоговый турнир ATP          | Хард (зал) | Группа     | 6-2, 5-7, 6-4           | 4               |
| 21.  | Даниил Медведев  | 3       | Итоговый турнир ATP          | Хард (зал) | 1/2 финала | 6-3, 6-7(4), 6-1        | 4               |
| 22.  | Новак Джокович   | 1       | Кубок Дэвиса                 | Хард (зал) | 1/2 финала | 6-2, 2-6, 7-5           | 4               |
| 2024 |                  |         |                              |            |            |                         |                 |
| 23.  | Андрей Рублёв    | 5       | Открытый чемпионат Австралии | Хард       | 1/4 финала | 6-4, 7-6(5), 6-3        | 4               |
| 24.  | Новак Джокович   | 1       | Открытый чемпионат Австралии | Хард       | 1/2 финала | 6-1, 6-2, 6-7(6), 6-3   | 4               |
| 25.  | Даниил Медведев  | 3       | Открытый чемпионат Австралии | Хард       | Финал      | 3-6, 3-6, 6-4, 6-4, 6-3 | 4               |
| 26.  | Даниил Медведев  | 4       | Майами, США                  | Хард       | 1/2 финала | 6-1, 6-2                | 3               |
| 27.  | Хольгер Руне     | 7       | Монте-Карло, Монако          | Грунт      | 1/4 финала | 6-4, 6-7(6), 6-3        | 2               |
| 28.  | Григор Димитров  | 10      | Открытый чемпионат Франции   | Грунт      | 1/4 финала | 6-2, 6-4, 7-6(3)        | 2               |
| 29.  | Хуберт Хуркач    | 9       | Халле, Германия              | Трава      | Финал      | 7-6(8), 7-6(2)          | 1               |
| 30.  | Андрей Рублёв    | 6       | Цинциннати, США              | Хард       | 1/4 финала | 4-6, 7-5, 6-4           | 1               |
| 31.  | Александр Зверев | 4       | Цинциннати, США              | Хард       | 1/2 финала | 7-6(9), 5-7, 7-6(4)     | 1               |
| 32.  | Даниил Медведев  | 5       | Открытый чемпионат США       | Хард       | 1/4 финала | 6-2, 1-6, 6-1, 6-4      | 1               |
| 33.  | Даниил Медведев  | 5       | Шанхай, Китай                | Хард       | 1/4 финала | 6-1, 6-4                | 1               |
| 34.  | Новак Джокович   | 4       | Шанхай, Китай                | Хард       | Финал      | 7-6(4), 6-3             | 1               |
| 35.  | Алекс де Минор   | 9       | Итоговый турнир ATP          | Хард (зал) | Группа     | 6-3, 6-4                | 1               |
| 36.  | Тейлор Фриц      | 5       | Итоговый турнир ATP          | Хард (зал) | Группа     | 6-4, 6-4                | 1               |
| 37.  | Даниил Медведев  | 4       | Итоговый турнир ATP          | Хард (зал) | Группа     | 6-3, 6-4                | 1               |
| 38.  | Каспер Рууд      | 7       | Итоговый турнир ATP          | Хард (зал) | 1/2 финала | 6-1, 6-2                | 1               |
| 39.  | Тейлор Фриц      | 5       | Итоговый турнир ATP          | Хард (зал) | Финал      | 6-4, 6-4                | 1               |
| 40.  | Алекс де Минор   | 9       | Кубок Дэвиса                 | Хард (зал) | 1/2 финала | 6-3, 6-4                | 1               |
| 2025 |                  |         |                              |            |            |                         |                 |
| 41.  | Алекс де Минор   | 8       | Открытый чемпионат Австралии | Хард       | 1/4 финала | 6-3, 6-2, 6-1           | 1               |
| 42.  | Александр Зверев | 2       | Открытый чемпионат Австралии | Хард       | Финал      | 6-3, 7-6(4), 6-3        | 1               |
| 43.  | Каспер Рууд      | 7       | Рим, Италия                  | Грунт      | 1/4 финала | 6-0, 6-1                | 1               |
| 44.  | Новак Джокович   | 6       | Открытый чемпионат Франции   | Грунт      | 1/2 финала | 6-4, 7-5, 7-6(3)        | 1               |